# The Naked and the Dead
 The Naked and the Dead és un film nord-americà dirigit per Raoul Walsh el 1958, produïda per la RKO Pictures.

## Argument[1]
El 1943, en una illa del Pacífic, desembarca una divisió americana amb el seu cap, el general Cummings, l'ordenança del qual és el tinent Hearn. Els dos oficials s'oposen de pressa per una incompatibilitat de punts de vista. Hearn, a títol de reprimenda, ha de portar una secció de reconeixement, amb el sergent Croft com a segon…

## Repartiment
- Raymond Massey: El general Cummings
- Cliff Robertson: El tinent Hearn
- Aldo Ray: El sergent Croft
- Barbara Nichols: Mildred
- Lili St-cyr: Lily
- William Campbell: Brown
- Richard Jaeckel: Gallagher
- James Best: Ridges
- Joey Bishop: Roth
- L Q. Jones: Wilson
- Robert Gist: Red
- Casey Adams: el comandant Dalleson

## Crítica
André Moreau escrivia a Telerama el 1988: «El film va néixer de la trobada de Raoul Walsh i de Norman Mailer. D'aquest xoc resulta una pel·lícula de guerra apassionant, una de les més aspres i més autèntiques que mai ens ha ofert Hollywood. Molt més complexa que es podria pensar al primer accés, The Naked and the Dead apareix com una verdadera meditació sobre l'exèrcit i els homes de guerra. L'escena de l'alambí, amb truculència i jovialitat, contrasta amb la duresa de les seqüències de combat. Els comportaments de Cummings, Hearn i Croft il·lustren tres tipus de militars, amb les seves contradiccions, les seves bogeries i igualment la seva dramàtica utilitat en cas de guerra. Quan Mailer publicà The Naked and the Dead, tenia vint-i-cinc anys i acabava de passar dos anys en el Pacífic amb una unitat d'infanteria. Quan va rodar el film, Walsh era al final de la seva carrera però, als 64 anys, tan jove com el Mailer de 1948, llorejat amb el premi Pulitzer.»